# Krustade

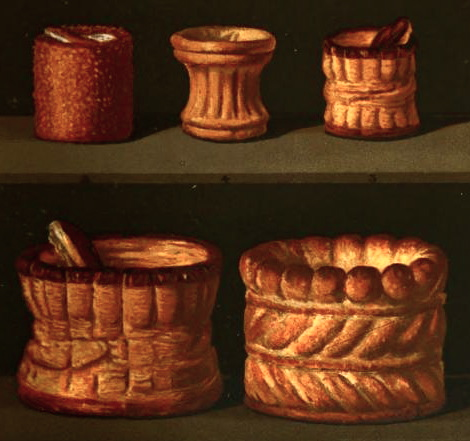
Verschiedene Krustaden nach Jules Gouffé in Le livre de pâtisserie

Eine Krustade ist ein aus Mürbteig, Blätterteig, Herzoginkartoffel-Mischungen, Grieß, Reis oder ausgehöhlten Broten hergestelltes Teigkörbchen, das im Ofen gebacken oder erhitzt wird. Es wird gefüllt mit Salpicón, Ragouts, Pürees oder Gemüse, das mit einer geeigneten reduzierten Sauce gebunden und teils noch überbacken wird. Krustaden werden als heiße Vorspeise (Horsd’œuvre) serviert oder als Teil von Schauplatten verwendet.
Der französische Fachbegriff lautet croustade oder auch en croustade („in der Kruste“); sie stammen ursprünglich aus Südfrankreich. Krustaden sind auch als Convenience-Ware erhältlich.

## Brot-Krustaden
Brot-Krustaden können aus dicken Brotscheiben oder -laiben hergestellt werden. Hierfür eignen sich alle Füllungen, die auch für Timbales oder Vol-au-vent geeignet sind. Altbackenes Brot wird entrindet, mit einem Messer zu der gewünschten Form getrimmt, ein Deckel eingeritzt und dann frittiert. Danach wird der Deckel abgenommen, die Brotkrume ausgehöhlt und eine Schicht Farce in die Krustade eingelegt. Nach der Trocknung wird die Füllung eingefüllt.

## Kartoffel- und Reis-Krustaden
Eine Herzoginkartoffel-Masse wird fingerdick ausgebreitet und ausgekühlt. Dann werden runde Formen ausgestochen, die Krustaden mit Ei bestrichen und frittiert. Nach dem Auskühlen wird der Deckel entfernt, das Innere ausgehöhlt und die Füllung eingelegt. Ähnlich werden Krustaden aus gekochtem Reis hergestellt.

## Überbackene Krustaden
Um Krustaden in den Gebäckförmchen zu gratinieren, werden in Mürbeteig-Tartelettes verschiedene Füllungen eingelegt, die man entweder mit einer Käseauflage oder mit einem Guss im Backofen überbackt. Für Krustaden ohne Guss werden pastöse Füllungen eingelegt, die sich selbst überbacken. Für Krustadenfüllungen mit Guss wird die Füllung mit einer Soße übergossen und die Krustade dann überbacken.